# حمزه شكور
حمزة شكور هو أحد أهم المنشدين السوريين في النصف الثاني من القرن العشرين وأوائل القرن الواحد والعشرين. وهو واحد من الأصوات المعروفة والمشهورة في الأوساط الفنية السورية والعربية عموما، توزعت رحلته بين الغناء والإنشاد، ويعرف بشيخ المنشدين، ولصوته العذب بات منشد الجامع الأموي الكبير بدمشق، غير رئاسته لرابطة المنشدين البارزين في سوريا.

## المولد والنشأة
ولد المنشد حمزة شكور في حي بسيط يدعى القابون في أحد أحياء دمشق العاصمة السورية في العام 1944. وكان والده مؤذنأ في جامع الحي الكبير في دمشق وكان يصطحبه إلى الجامع ليتعلم الدين الإسلامي. وارتاد الشيخ مع والده منذ صغره الزوايا الصوفية التي تربى فيها كالرشيدية والهاشمية والرفاعية والسعدية والنقشبندية. حيث وامتلأت نفسه بحب الصوفية وطرقها المختلفة. تعلّم الشيخ الأذان وهو ابن العشر سنوات، بعدها اكتشف موهبته الشيخ محمد حمزة الذي سحره صوت حمزة العذب والقوي وأسس فرقة في مدرسة أبي ذر الغفاري الابتدائية حيث كان يدعوه لقراءة القرأن الكريم في الاجتماع الصباحي للمدرسة، فضلاً عن النشاطات المدرسية التي كانت تتضمن قراءة سورة الفاتحة بشكل جماعي، وكان يشاركُ في أحياء المناسبات الاجتماعية مع فرقة محمود الزهوري في تلك المرحلة. على سبيل المثال عندما ينجح أحد الطلاب إلى مرحلة متقدمة كان يساهم في إقامة «مولد» له في بيته، كما شارك في عدة مناسبات دينية ووطنية. وقد تتلمذ الشيخ حمزة على يد الشيخ محمد حمزة القابوني بعلم التجويد واللغة العربية وفنون الشعر وطريقة الارتجال، ثم انتقل إلى فرقة الشيخ سعيد فرحات حيث أخذ بيده ليؤسس لديه معرفة ثريّة، بفنون الإنشاد ومدارسه ولقنه فضاءات الغناء الأصيل والتأليف الموسيقي – التلحين.

## الشيخ المنشد والرياضي المحترف
في عام 1958 سجّل ولأول مرة في المرناة (التلفزيون) الابتهالات والأدعية الدينية كما سجل إبان الوحدة نشيدا وطنيا حمل عنوان: تجلّت قوة الأحرار فينا وهو من كلمات وألحان الأخوين عبد الهادي وفهمي البكار. في العام 1960م بدأ بممارسة رياضة كمال الأجسام ورفع الإثقال. وفي العام 1963م حاز على بطولة «دمشق» في هذه الرياضة، ثم بطولة سورية في العام 1966م ومن ثمّ عُيّن مطرباً لفرقة أمية التابعة لوزارة الثقافة، وسافر معها إلى أوروبا، وهكذا استمر به الحال وحتى شغل منصب رئيس رابطة المنشدين في سوريا منذ عام 1974 حيث ضمّت هذه الفرقة كل البارزين من المنشدين الأوائل مثل: توفيق المنجد، سليمان داهود، وسعيد فرحات الذي يعترف الشيخ بفضله في تنمية موهبته. ثم شرع برسم خطه المستقل والخاص في نشر هذا الفن العريق في بقاع العالم العربي والغربي.
كوّن حمزة شكور فرقة ذات طابع خاص للإنشاد الديني عام 1983 بمبادرة من الفنان الفرنسي جوليان فايس والتي أطلق عليها اسم «الكندي» نسبة إلى الفيلسوف والرياضي والفلكي العربي أبو يوسف إسحاق بن يعقوب الكندي الذي يعتبر الأب المؤسس للنظرية الموسيقية العربية، والذي استعان بمعرفته الرياضية والتراث اليوناني لوضع أول سلم موسيقي. كان الفنان الفرنسي «جوليان فايس» قد جاء إلى دمشق من أجل تأسيس فرقة موسيقية، وتحول إلى الإسلام وأطلق على نفسه «جلال الدين فايس»، فانضم له حمزة شكور الذي قام وقتها بوضع برنامج موسيقي صوفي من تراث دمشق للفرقة يتغير كل ثلاث سنوات وهو الأمر الذي أتاح له إقامة حفلات في الدول الغربية يحضرها الكثيرون من هواة الموسيقى، وخاصة الصوفية الذين يؤيدون الموسيقى التي هي لغة الشعوب كونها تحمل روحا خاصة ومعاني نابعة من القلب والروح والأعماق وتنفذ إلى النفس بسهولة، والدليل على ذلك كثافة الحضور الغربي لحفلات حمزة شكور وفرقته «الكندي» التي جاب بها العالم من الهند شرقا وحتى الولايات المتحدة غربا ليقدم صورة مختلفة عن الحضارة العربية والإسلامية بصوت عذب ولوحة مولوية مدهشة.
في العام 2001، بدأ التعاون مع الأب إلياس زحلاوي بعدّة حفلات ليعزز فكرة الإخاء الإسلامي المسيحي. جال شيخ المنشدين العالم مع فرقته، وشارك في مهرجانات دولية وكان هدفه إيصال القِيَم الفنية الحضارية التي ينطوي عليها التراث الإسلامي. هكذا سعى إلى محو الصورة المغلوطة التي تكوّنت في أذهان الكثيرين في الغرب.

## وفاته
في الرابع من شهر شباط (فبراير) سنة 2009 غيّب الموتُ حمزة شكور عن خمس وستين عاماً.